# 救急戦隊ゴーゴーファイブVSギンガマン
- スーパー戦隊シリーズ
  - 救急戦隊ゴーゴーファイブ > 救急戦隊ゴーゴーファイブVSギンガマン
  - 星獣戦隊ギンガマン > 救急戦隊ゴーゴーファイブVSギンガマン

『救急戦隊ゴーゴーファイブVSギンガマン』は、2000年3月10日に発売されたオリジナルビデオ作品。『救急戦隊ゴーゴーファイブ』のオリジナルビデオ作品であり、スーパー戦隊VSシリーズの一つ。43分。

## 概要
『救急戦隊ゴーゴーファイブ』と『星獣戦隊ギンガマン』のクロスオーバー作品であるスーパー戦隊Vシネマ第6弾。
Vシネマオリジナルの巨大ロボ（超装光ビクトリーマーズ）が初登場するほか、本作品以降ゲスト側戦隊の6人目の戦士も登場するようになった。また本作品以降オープニング映像がVシネマオリジナルのものに変更された。
ギンガマンはゴーゴーファイブのことを知っていたようで、リョウマの発言からわかる。逆にゴーゴーファイブはギンガマンを青山勇太の父・晴彦（本作品には未登場）の描いた星の伝説の絵本のキャラクターとして認知していた。ボックは絵本のみの登場。モークはワンシーンのみ登場する。
『パワーレンジャー・ライトスピード・レスキュー』第29話・第30話でも、前作のレンジャーとの共闘エピソードとして一部の映像が使用されている。
2020年11月3日、第33回東京国際映画祭・日比谷ステップ広場会場で上映され、出演者によるオンライントークが配信された。

## あらすじ
レスキュー訓練中の巽兄妹は訓練場所で青山勇太と知り合う。勇太は父が手掛けた絵本・星の伝説に出てくる青年・リョウマを待っており、夢と現実が一緒になっていると思った巽兄妹は困惑するも一同の前に本物のリョウマが姿を現す。
だが、リョウマは傷を負っており、彼に傷を付けた闇の亡者も姿を現した。巽兄妹はゴーゴーファイブに変身して、闇の亡者と戦うも闇の亡者にはゴーゴーファイブの攻撃が効かず、星獣戦隊ギンガマンでもあるリョウマのアースによる攻撃だけが有効であった。巽兄妹からの治療を受けながらリョウマは自分たちは闇の亡者の謎を追っていることやグランドクロスの影響で5大星獣が行方不明になっていることを説明する。
闇の亡者の正体は闇地獄の住人たちであり、その頂点に立つのは闇地獄に落とされながらも生き延びた災魔一族の真の長男・闇王ギルであった。ギルが暗闇獣を呼び出す術を持っていることを知った災魔はギルと結託。暗闇獣の生け贄集めを開始した。
アースを持たぬゴーゴーファイブでは闇の亡者を倒せないもののマトイはリョウマに「助けを求めている人がいる以上、こいつはレスキューだ」と語る。レスキューのプロであるゴーゴーファイブと戦いのプロであるギンガマンは力を合わせ、生け贄たちの救出に乗り出し、災魔と闇地獄と交戦。
激闘の末、ギルを倒すもギルの最後の足掻きで暗闇獣は出現。復活した5大星獣も駆け付け、2大戦隊は各々の巨大ロボや獣士で暗闇獣に立ち向かっていく。最終的には2大戦隊の力の結晶である超装光ビクトリーマーズで暗闇獣を倒すことに成功。戦い終えた後、ギンガマンも加えて、レスキュー訓練を再開する巽兄妹の姿があった。

## オリジナルキャラクター
闇王ギル（）
災魔一族・災魔兄弟の真の長男。
誕生した直後に自らの生みの親であるグランディーヌを抹殺しようとしたため、彼女の命を受けたピエールによって、無数の亡者がいる闇地獄に突き落とされたが、自らの力で闇地獄の頂点に登り詰め、亡者の支配者として君臨していた。その外見は悪魔然とした荒々しいもので過酷な人生を物語っており、ゴーゴーファイブとギンガマンを同時に相手にしても互角以上の実力を持つ。武器は剣。
暗闇獣を復活させる暗闇獣召喚の術を身につけたことを知ったサラマンデスから地上を破壊しつくした暁には地球の王にすると契約を交わされ、協力することにし、暗闇獣を復活させるためにホテル・スキャットを拠点として暗躍。だが、本来の家族である災魔を内心では信用しておらず、自らの身体に流れる災魔の血を呪われた血と憎んでいる。
ゴーレッドとギンガレッドを同時に相手しても互角以上の強さで追い詰めるがゴーレッドの渾身のVモードパンチを受けて瀕死の状態となり、その影響で血のピラミッドが止まってしまう。自身に生身の身体（災魔の血）があったことを憎みながらも最後の手段として、腹部を剣で貫き、その血で暗闇獣を復活させた後に絶命。
- デザインは下條美治が担当。デザインはドクロを強調することが意図されている。剣はエクトプラズムや人魂を意識した処理となっている。

闇の亡者（）
ギルが闇地獄から引き連れてきた死者たち。
ゴーゴーファイブの攻撃を全く受け付けず、倒されても復活する不死身の肉体を持つが、闇の力を無効化するギンガマンのアースが唯一の弱点。
ホテル・スキャットの従業員に化けて、客たちを次々と暗闇獣の生贄としていくが、まだ生贄になっていない客たちは巽兄妹がホテル火災と称して、避難させられてしまう。
- デザインは下條美治が担当。大量に造形できるようマスクを基本としたデザインとなっている。

暗闇獣（）
災魔一族の中でも最強の魔獣といわれる伝説の邪悪なる破壊獣。
複数の触手と口からの火炎放射が武器。
ギルが闇地獄で身につけた術と人間の血をピラミッドに捧げて満たすことで復活させようとしたがゴーゴーファイブとギンガマンに生け贄たちを救出され、最後の手段として、瀕死のギルが自身の命と引き換えに自らの血を与えて復活させた。
ビクトリーマーズとライナーボーイを圧倒して、ライナーボーイを戦闘不能に追い込む。ブルタウラスの野牛鋭断、超装光ギンガイオーの銀河大獣王斬り、ビクトリーマーズのトップジェットによる連続攻撃を受けても倒れず、その時の爆発でブルタウラスは戦闘不能となり、ギンガイオーは合体が解除されてしまう。最終的には超装光ビクトリーマーズの銀河ダブルフレアを受けて倒された。
- デザインは下條美治が担当。デザイン段階から吊りによる操演が想定されている。

## 装備・戦力
超装光ビクトリーマーズ
ギンガの光で超装光化したビクトリーマーズ。コックピットにはゴーゴーファイブとギンガマンの計10人が搭乗する。出力は通常の5倍の3億馬力。
武器はジェットランスと超装光ギンガイオーの持つ超装光銀鎧剣にゴーゴーファイブのエンブレムが追加された超救急銀鎧剣。
必殺技はジェットランスと超救急銀鎧剣で×字に切り裂く銀河ダブルフレア。

## キャスト
- 巽マトイ / ゴーレッド - 西岡竜一朗
- 巽ナガレ / ゴーブルー - 谷口賢志
- 巽ショウ / ゴーグリーン - 原田篤
- 巽ダイモン / ゴーイエロー - 柴田賢志
- 巽マツリ / ゴーピンク - 坂口望二香
- リョウマ / ギンガレッド - 前原一輝
- ハヤテ / ギンガグリーン - 末吉宏司
- ゴウキ / ギンガブルー - 照英
- ヒカル / ギンガイエロー - 高橋伸顕
- サヤ / ギンガピンク - 宮澤寿梨
- 巽モンド - マイク眞木
- ヒュウガ / 黒騎士 - 小川輝晃
- 青山勇太 - 早川翔吾
- 邪霊姫ディーナス - 平沢草
- 女の子 - 武部由理佳
- 母親 - 高橋睦美
- 父親 - 藤田浩史
- ボーイ - 石月孝直
- レポーター - 真坂吏子

### 声の出演
- モーク - 納谷六朗
- 闇王ギル - 大友龍三郎
- 大魔女グランディーヌ - 山田美穂
- 獣男爵コボルダ - 乃村健次
- 龍冥王サラマンデス - 緑川光
- 呪士ピエール - 松野太紀
- アナライズロボ・ミント - 相田さやか
- ライナーボーイ - 山岸功

### スーツアクター
- ギンガレッド[10]、ゴーレッド[10]、サラマンデス[10]、ブルタウラス[10] - 高岩成二
- 日下秀昭
- 竹内康博
- 蜂須賀祐一
- 中川素州
- 大藤直樹
- 呪士ピエール[11] - 宮崎剛
- 今井靖彦
- 大西修
- 福沢博文
- 藤榮史哉

## スタッフ
- プロデューサー - 日笠淳、加藤和夫、矢田晃一
- 原作 - 八手三郎
- 連載 - テレビマガジン、てれびくん
- 監督 - 長石多可男
- 脚本 - 小林靖子
- 撮影 - 大沢信吾
- 助監督 - 安養寺工
- 音楽 - 渡辺俊幸、佐橋俊彦
- アクション監督 - 竹田道弘（ジャパンアクションクラブ）
- 特撮監督：佛田洋
- 制作 - 東映、東映エージエンシー、東映ビデオ

## 音楽
オープニングテーマ「救急戦隊ゴーゴーファイブ」
作詞：桑原永江 / 作曲・編曲：渡辺俊幸 / 歌：石原慎一 / コーラス：EVE
劇中挿入歌としても使用された。
エンディングテーマ「この星を この街を」
作詞：藤林聖子 / 作曲：風戸慎介 / 編曲：佐橋俊彦 / 歌：高山成孝

## メディア
- 2000年3月10日VHSレンタル開始[12]。
- 2000年3月21日レーザーディスク発売[12]。
- 2000年7月21日VHS発売[12]。
- 2001年6月21日DVD発売[13]。
- 2016年3月23日Blu-ray Disc発売。スーパー戦隊V CINEMA&THE MOVIE Blu-ray BOX 1996-2005に収録（Disc 2）。
- 2019年2月6日Blu-ray Disc発売。スーパー戦隊 V CINEMA&THE MOVIE Blu-ray 1999‐2000に収録（Disc 3）。